# 埼玉県立川越南高等学校
埼玉県立川越南高等学校（さいたまけんりつ かわごえみなみこうとうがっこう）は、埼玉県川越市南大塚1丁目にある公立高等学校。学校選択問題実施校。

## 概要
1年次は全員共通科目で、2年次に文系・理系に分かれ、3年次で文系1・文系2・理系の3つに分かれる。

## 沿革
戦後の人口増加にともない高等学校進学希望者も増加し、川越市内在住者も近隣の坂戸市、東松山市、朝霞市、狭山市等に通学せざるを得ない状況となった為、市や市教育委員会、PTA連合会等が1972年頃から数度にわたる陳情や請願が行われた結果、1974年埼玉県議会おいて川越市内で県立高校の新設が可決され、建設された。
- 1975年4月 - 創立
- 1979年11月 - 食堂、合宿棟が完成。
- 1984年11月 - 校舎増築、三養館、黎明館完成。
- 1985年5月 - 第二グランドの使用を開始
- 1985年6月 - 新弓道場の使用を開始、現施設が全て完成

## 制服
創立20周年に際して、男女ともに制服を森英恵のデザインのブレザースタイルとしている。それ以前は男子は学ラン、女子は紺色のブレザースタイルであった。

## 学校行事
生徒会による学校行事も活発である。2013年（平成25年）実施の行事は以下の通り。
4月
- 入学式
- 前期始業式
- 新入生オリエンテーション
- 基礎力テスト
- 面談週間

5月
- 遠足
- 定期考査I

6月
- 体育祭
- 開校記念日

7月
- 定期考査II
- 実力テスト
- 三者面談

8月
- 交換ホームステイ（Cabra Dminican College オーストラリア・アデレード)
- 夏季補習
- 夏季進学補講
- 部活動合宿
- 学校説明会

9月
- 確認テスト
- 文化祭
- 前期終業式

10月
- 後期始業式
- 芸術鑑賞会
- 定期考査III
- 球技大会

11月
- 学校説明会
- 長距離走大会
- 修学旅行

12月
- 定期考査IV

1月
- 確認テスト
- 百人一首大会
- 3年生定期考査V

3月
- 卒業式
- 1･2年定期考査V
- 後期終業式

## 部活・同好会
体育系では陸上競技、サッカー、男女バスケットボール、ソフトテニス（女）が強豪校として知られ、ダンスも全国レベルの大会に出場している。また文化系では吹奏楽が吹奏楽コンクールで西関東代表として複数回、東日本大会に出場。また埼玉県代表として全国高校総合文化祭に出場するなど、大変盛んである。近年、新聞、放送部が県で上位を獲得するようになった。
2018年度活動中の部活動・同好会は以下の通り。
運動部
- 野球
- 陸上競技
- サッカー
- バスケットボール（男・女）
- バレーボール（男・女）
- テニス部（男・女）
- バドミントン（男・女）
- 卓球（男・女）
- ソフトボール
- ソフトテニス（女）
- ハンドボール
- 剣道
- 弓道
- 空手道
- ワンダーフォーゲル
- ダンス

文化部
- 吹奏楽
- 音楽
- 美術
- 書道
- 茶道
- 料理
- 新聞
- 文芸
- 写真
- ギター
- 理科
- パソコン
- 放送

同好会
- 英語

## 進学実績
大学・短大への進学が9割近くである。現役進学率がきわめて高いのが特徴。主な進学先に大東亜帝国、日東駒専、GMARCH、早慶上智、埼玉大学などが挙げられる。

## 著名な卒業生

### スポーツ
- 西澤代志也（元サッカー選手、（沖縄SV））
- 髙宮なつ美（元近代五種競技選手、2016年リオデジャネイロオリンピック 2020年東京オリンピック 近代五種 日本代表）[2]

### その他
- 松元ドカン（おやじダンサーズ）
- 小酒井正和（玉川大学工学部教授）
- 磯崎洋介（元子役・俳優）
- 山遊亭金太郎 (4代目)（落語家）
- オバンドー吉川（お笑い芸人）
- 平原啓多（競輪選手）

## 交通
- 西武新宿線南大塚駅より徒歩17分